# Notholca angakkoq
Notholca angakkoq is een raderdiertjessoort uit de familie Brachionidae. De wetenschappelijke naam van deze soort is voor het eerst geldig gepubliceerd in 1998 door Sørensen.